# Calamonaci
Calamonaci je italská obec na Sicílii, v provincii Agrigento. Nachází se přilbižně 70 km jižně od Palerma a 35 km severozápadně do Agrigenta. K 31. prosinci 2010 zde žilo 1 387 obyvatel. Název obce je odvozen z arabského názvu Kal-at-Munach, což byl výraz pro farmu, kde mohli návštěvníci zastavit a případně obstarat či vyměnit koně.
Hlavní hospodářskou oblastí zájmu v okolí Calamonaci je zemědělství, které se zaměřuje na pěstování mandlí, oliv, vinné révy a citrusů. Specialitou je produkce extra panenského olivového oleje typu „biancolilla“. Dalšími oblastmi jsou chov dobytka a včelařství. Charakteristickými řemesly jsou ruční výroba nástrojů (například košťat) a košíkářství.
Mezi pamětihodnosti Calamonaci patří kostel svatého Vincenza Ferreriho postavený roku 1580 a malý karmelitánský klášter ze 17. století.

## Sousední obce
Bivona, Caltabellotta, Lucca Sicula, Ribera, Villafranca Sicula